# Ley de Trenes Económicos de 1883
La Ley de Trenes Económicos de 1883 fue una Ley del Parlamento del Reino Unido que marcó el comienzo de los servicios de trenes (y más tarde, autobuses) específicamente concebidos para los trabajadores. Eliminó el impuesto en los pasajes de cualquier tren que cobrara menos de un penique (1d) por milla, y obligó a las compañías ferroviarias a operar una mayor cantidad de trenes de coste reducido.

## Origen
La Ley Regulatoria del Ferrocarril de 1844 había establecido la disposición de coches de tercera clase en lo que se conoció como los "trenes del parlamento", e incluía el derecho de los pasajeros de esta clase a llevar consigo hasta 56 lb (25,4 kg) de equipaje, facilitando así los viajes en busca de trabajo. A cambio, los ferrocarriles quedaron exentos del pago de impuestos sobre el importe de los billetes abonado por estos pasajeros.
El impuesto sobre el transporte ferroviario era recaudado por la Cámara de Comercio, pero a medida que mejoraron los servicios, la Cámara autorizó la introducción de más y más exenciones, incluso en los trenes con tercera clase que no se detenían en todas las estaciones de su recorrido, como exigía la Ley. Sin embargo, como el impuesto recaudado aumentó a alrededor de 500.000 libras en la década de 1860, la Inland Revenue (el organismo estatal encargado de la recaudación de los impuestos directos) se interesó en este asunto. Una demanda presentada en 1874 contra el Ferrocarril del Norte de Londres confirmó que los trenes debían detenerse en todas las estaciones de su recorrido para que la exención de impuestos fuese efectiva.
Esta obligación siempre había sido una molestia para los operadores ferroviarios, que la percibían como un obstáculo a su desarrollo, de manera que formaron la "Asociación de Derogación de Impuestos de Pasajeros en 1874", seguida en 1877 por otro grupo, el "Comité de Abolición de Impuestos de Viaje", con el objetivo de lograr la abolición completa de la mencionada obligación de mantener los trenes económicos. Como es habitual en estos casos, el gobierno no estaría de acuerdo sin algún quid pro quo en forma de contraprestación.

## La Ley
Este período coincidió con un elevado nivel de superpoblación en las principales ciudades. Era un problema político importante y una de las soluciones buscadas por las autoridades era alentar a los trabajadores a mudarse a nuevas viviendas fuera de las ciudades. Sin embargo, esto implicaba la disponibilidad de sistemas de transporte económicos, ya que incluso el costo de un penique por milla estaba fuera del alcance de la mayoría de las personas.
La Ley era de aplicación a todos los trenes que cobraban menos de un penique por milla, incluso a aquellos que no se detenían en todas las estaciones. La Cámara de Comercio podía decidir si los servicios de una empresa eran adecuados y tenían un precio razonable. Si no era así, podía eliminar las exenciones de la empresa en todos sus servicios.

## Su efecto
Algunos ferrocarriles de Londres ya operaban trenes para los trabajadores, aunque a menudo estaban abarrotados y sus horarios no eran los más adecuados para la mayoría de sus usuarios. Aunque algunos directivos ferroviarios se opusieron a la ley, en particular Sir Edward Watkin del Ferrocarril de Mánchester, Sheffield y Lincolnshire, la cantidad de servicios suburbanos asequibles aumentó considerablemente. Por otro lado, el auge del transporte por carretera desde comienzos del siglo XX supuso de la aparición de una fuerte competencia, provocando que los ferrocarriles se vieran obligados a reducir sus tarifas. Finalmente, quedaron tan pocos servicios ferroviarios de pasajeros sujetos a tributación fiscal, que el impuesto sobre las tarifas de viajeros en tren se abolió definitivamente mediante la Ley de Finanzas de 1929.